# B. Baruch und Söhne
B. Baruch und Söhne war eine Baumwollweberei in Hechingen, einer damaligen Kreisstadt am Westrand der Schwäbischen Alb im heutigen Baden-Württemberg.

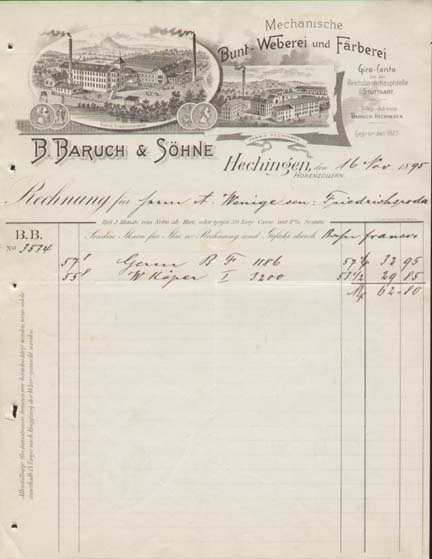
Rechnung vom 16. November 1895

## Geschichte
Der zunächst als Textilverleger in Sielmingen tätige Benedikt Baruch gründete 1825 mit seinen Söhnen Leopold und Salomon die Weberei B. Baruch & Söhne. Die Firma produzierte in Plieningen baumwollene und halbwollene Waren. Um 1846 wurde die Produktion nach Hechingen verlegt; damit wurde der erste Industriebetrieb in der Stadt geschaffen. 1847 wurde ein neues Fabrikgebäude in der Friedrichstraße errichtet und der Betrieb in Plieningen stillgelegt.
In den 1850er Jahren traten Abraham Löwengard und Mitglieder der Familie Einstein aus Buchau (zur Familie Einstein siehe auch: Jüdische Gemeinde Buchau) und Ulm in die Firma ein. Unter anderem war Rudolf Einstein, ein Onkel Albert Einsteins, viele Jahre lang Teilhaber der Firma.
Zwischen 1904 und 1909 schieden die Familien Baruch und Einstein aus. Das Unternehmen wurde an die Firma A. Gutmann & Co. in Göppingen verkauft und in der Zeit des Nationalsozialismus durch Arisierung der Süddeutschen Baumwolle Industrie AG in Kuchen eingegliedert.

## Sonstiges
Artikel in der Zeitschrift Der Israelit vom 7. Februar 1901, S. 245: „Die ‚Koblenzer Volkszeitung‘ berichtet: ‚Die jüdische Firma Baruch und Söhne in Hechingen (Hohenzollern) hat für ihre zum Teil weit von der Fabrik entfernt wohnenden Arbeiter eine Speiseanstalt errichtet, welche von zwei Schwestern aus dem Kloster Hegne bei Konstanz geleitet werden soll. Man sollte glauben, dieser schöne Akt sozialer Fürsorge würde überall freudig begrüßt werden. Im preußischen Kultusministerium aber scheint man anderer Ansicht zu sein. Von dort ist nämlich der Bescheid ergangen, die Genehmigung zur Eröffnung der Anstalt unter Leitung von Schwestern müsse versagt werden, weil in der gedachten Anstalt neben protestantischen auch katholischen Arbeitern Speisen verabreicht werden sollten! Ist das nicht eine geradezu rührende Fürsorge für das geistige Wohl der Betreffenden? Man denke nur, wie schwer gefährdet das religiöse Bewusstein der protestantischen Arbeiter wäre, wenn sie eine mit jüdischem Gelde beschaffte, von katholischen Schwestern bereitete Suppe verabreicht erhielten!‘“